# Nina Ourgant
Nina Nikolaïevna Ourgant (en russe : Нина Николаевна Ургант), née à Louga le 4 septembre 1929 et morte le 3 décembre 2021 à Saint-Pétersbourg, est une actrice soviétique puis russe.

## Biographie
Nina Ourgant naît le 4 septembre 1929 à Louga, fille de Nikolai Ourgant, un officier soviétique d'origine estonienne. Elle a une sœur et deux frères. La famille déménage souvent au gré des affectations du père. En 1940, ils s'établissent finalement à Daugavpils en Lettonie où Nikolai Ourgant rejoint les rangs du NKVD avec le grade de major. C'est là que Nina vit lors de la Seconde guerre mondiale.
Après  la guerre, à la fin de ses études secondaires, elle réussit le concours d'entrée à l'École d'art dramatique de Léningrad où elle étudie de 1948 à 1953 (classe de Tatiana Soïnikova et Vladimir Tchestnokov). Elle travaille ensuite pendant un an au Théâtre dramatique Fedor Volkov de Iaroslavl et à partir de 1954 elle est actrice de la troupe du théâtre du Komsomol de Léningrad. Elle joue une vingtaine de rôles dans ce théâtre dont Galia Davydova dans la pièce À la bonne heure !  de Viktor Rozov (1955), Lina dans Le Premier printemps de Galina Nikolaïeva et Stanislav Radzinski (1956), Loutchka dans Terres défrichées de Mikhaïl Cholokhov (1957), Ninka dans En voyant les nuits blanches d'après Vera Panova (1961), Klava dans la pièce Une année de Iouri Guerman (1961) et d'autres.
À partir de 1962, sa carrière continue au Théâtre dramatique académique Pouchkine de Léningrad où elle compte plus de trente rôles. Outre Inken Peters dans la pièce Avant le lever du soleil de Gerhart Hauptmann (1963), elle interprète les rôles de Marie-Octobre dans Rencontre d'après Jacques Robert (1964), Varya dans La Cause que tu sers de Iouri Guerman (1967), Ranevskaïa dans La Cerisaie (1972), Nicky dans Le Journal de Lopatine d'après Constantin Simonov (1975), Xanthippe dans Conversations avec Socrate d'Edward Radzinski (1976), Gertrude dans Hamlet (1992) et d'autres.
Elle tient son premier grand rôle au cinéma en 1962 dans le mélodrame Introduction d'Igor Talankine suivi par le rôle de Lucy dans le film Je viens de l'enfance (1966) et le rôle d'Anna Mikhaïlovna dans Les Fils s'en vont en guerre de  (1969) de Viktor Tourov. Mais le plus célèbre fut le rôle de l'infirmière Raïa du film La Gare de Biélorussie (1970) réalisé par Andreï Smirnov. Nina Ourgant y interprète une chanson de Boulat Okoudjava.
En 2008, elle joue son dernier rôle au cinéma - Oshkinchikha dans le film Asian d'Alexeï Kozlov.
En juillet 2014, l'actrice annonce qu'elle souffre de la maladie de Parkinson.
Décédée le 3 décembre 2021 à Saint-Pétersbourg à l'âge de 92 ans, Nina Ourgant est inhumée au cimetière de Komarovo.

## Famille
Son petit-fils Ivan Ourgant est acteur et animateur de télévision.

## Filmographie partielle
- 1954 : Dompteuse de tigres (Укротительница тигров, Ukrotitelnitsa tigrov) de Nadejda Kocheverova : Olia Mikhaïlova
- 1955 : La Nuit des rois (Двенадцатая ночь) de Ian Frid : servante
- 1959 : Des soldats marchaient : Vdova
- 1963 : Entrée dans la vie (Вступление, Vstouplenie) d'Igor Talankine : mère de Volodia
- 1967 : Vengeance (Возмездие, Vozmezdie) d'Aleksandr Stolper : Sima Souvorova
- 1970 : La Gare de Biélorussie (Белорусский вокзал, Belorusski vokzal) d'Andreï Smirnov : Raïa
- 1975 : La Prime (Премия, Premia) de Sergueï Mikaelian : Dina Milenina
- 1976 : Une longue, longue affaire (Длинное, длинное дело) de Vladimir Schrödel : Maria Ivanovna Stroganova

## Récompenses et distinctions
- ordre de l'Insigne d'honneur : 1971
- prix d'État de l'URSS : 1976
- ordre du Mérite pour la Patrie de IVe classe : 1999
- ordre du Mérite pour la Patrie de IIIe classe : 2006
- Masque d'or : 2014
- ordre de l'Honneur : 2016